# 山本紀久
山本 紀久（やまもと のりひさ、1940年 - ）は、日本のランドスケープアーキテクト。
社団法人 ランドスケープコンサルタンツ協会 参与、株式会社愛植物設計事務所 会長。
栃木県生まれ。

## 経歴
1963年、東京農業大学農学部造園学科卒業。卒業後は、第一園芸株式会社造園部に、1970年からは東洋造園土木部に勤務し、個人庭園、別荘地、超高層ビル周り、工場緑化、埋立地緑化など現場を体験。1973年、愛植物設計事務所設立、代表として経営にあたる傍ら、1987年東京理科大学工学部建築学科非常勤講師、1990年東京農業大学非常勤講師、同客員教授、日本工業大学非常勤講師などを歴任。
主な作品は、東京ディズニーランド、ダイキン工業アレス青谷、沖縄海洋博ドリームセンター、らんの里堂ヶ島及び沖縄ビオスの丘、八景島シーパラダイス、国営ひたち海浜公園砂丘ガーデン、多摩昆虫生態園、立川根川緑道、国営滝野すずらん丘陵公園、広島西部丘陵都市開発法面緑化沖縄県総合運動公園植栽設計と管理マニュアル作成（1977、1990年）、沖縄県観光修景緑化計画、赤城自然観察園基本設計と監理（1984から1986年）、日本住宅公団花と香りの植栽シート作成、パークシティ浜田山植栽設計・監理、アサヒビール茨城工場造園設計、東京ベイヒルトン・インターナショナル、アーベインビオ川崎他、数多くの植栽設計を手がける。
受賞は、1982年日本造園学会賞、1990年東京農業大学造園大賞、1996年建設大臣表彰、1997年黄綬褒章、2005年日本公園緑地協会北村賞、2015年「造園植栽術」著作で日本造園学会特別賞。2019年日本造園学会上原敬二賞ほか。
一般社団法人 ランドスケープコンサルタンツ協会CLA賞は、TRI-7 ROPPONGIと天祖神社のランドスケープ で2016年設計部門 優秀賞。海浜砂丘の植生マネジメント －ダイキン工業グローバル研修所「ダイキンアレス青谷」で2011年マネジメント部門 優秀賞.
水元公園水産試験場跡地で2007年設計部門 優秀賞。介護老人福祉施設「あさひ苑」の造園設計で2008年設計部門最優秀賞。

著書に「街路樹」（技法堂出版 1998年）」「造園植栽術」（彰国社）、「アーバンガーデニング」
「新訂 芝生と緑化」（「臨海地」の項；日本芝草学会編）
「最先端の緑化技術」（「亜熱帯地の緑化」の章；ソフトサイエンス社）
「花グラウンドカバー」（ソフトサイエンス社）
「樹木アートブック」（ABOC社）「水辺のリハビリテーション」（「水辺の植栽」：ソフトサイエンス社）建築設計資料44植物園・温室・緑化関連施設（著者: 建築思潮研究所 建築資料研究社）
ほか多数。